# Нагайбаков, Измаил Ахметович

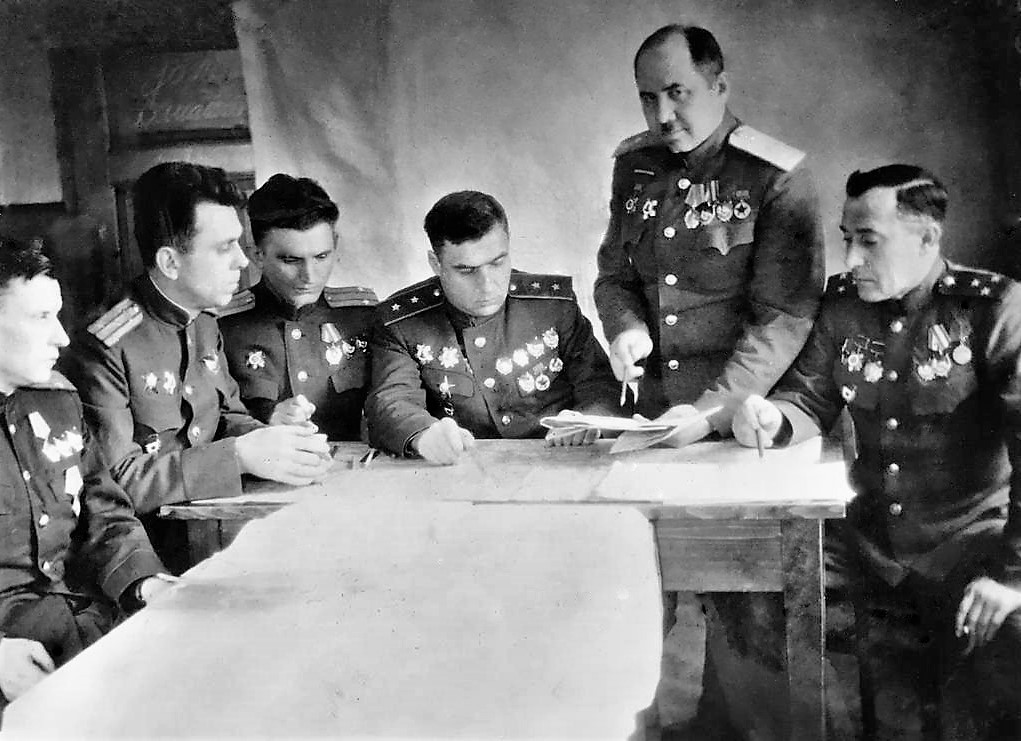
В штабе 4-го гвардейского танкового корпуса. Начальник штаба гвардии генерал-майор танковых войск И. А. Нагайбаков докладывает обстановку командиру корпуса гвардии генерал-лейтенанту П. П. Полубоярову.

Измаи́л Ахме́тович Нагайба́ков (20 сентября 1896, Шадринск, Пермская губерния — 15 февраля 1959, Курск) — советский военачальник, участник Первой мировой, гражданской и Великой Отечественной войн, генерал-лейтенант танковых войск (1945).

## Биография
Измаил Нагайбаков родился в дворянской башкирской семье 20 сентября 1896 года в городе Шадринске Шадринского уезда Пермской губернии, ныне город областного подчинения Курганская область. Сын уволенного по суду из армии штабс-капитана Ахметмухтара Шагингареевича Нагайбакова (1854—?). В 1899 году коллежский асессор Нагайбаков Ахмед-Мухтар Шагин-Гареевич был исправником Тобольского окружного управления полиции. С годами имя Ахметмухтара Шагингареевича, как это часто случается с татарскими именами, сократилось до «Ахмета Гареевича». В семье А. Ш. Нагайбакова было более 10 человек.
Окончил Ташкентский кадетский корпус (1914), Константиновское артиллерийское училище (Петроград, 1915). С 1915 года — офицер Русской императорской армии. В 1915—1916 годах прапорщик батареи запасного конно-артиллерийского дивизиона, в 1916 году направлен на фронт, служил в 26-й конно-артиллерийской батарее Сводной кавалерийской дивизии в чине подпоручика, затем поручика. За бои 13 (26) июля 1917 года и 15 (28) июля 1917 года на реке Збруч у деревни Швайковце и в местечке Гусятин поручик Нагайбаков был награждён Георгиевским крестом 4-й степени с лавровой ветвью. Солдаты выбрали Нагайбакова командиром батареи. В конце 1917 года расквартированный под Могилёвом-Подольским артдивизион, где служил Нагайбаков, был расформирован. Офицер отправился в Петроград с целью поступить в формирующийся там красногвардейский мусульманский полк. В начале 1918 года в составе наряда, выделенного этим полком для охраны делегации, выехавшей для закупки хлеба на Северный Кавказ, Нагайбаков попал во Владикавказ, где исполнял обязанности бухгалтера при закупке делегацией зерна. Через два месяца вступил в качестве старшего адъютанта (затем — заместителя начальника штаба) в интернациональный конный отряд под командованием В. Н. Марцинкевича, участвовал в боях против Добровольческой армии в Терской области в составе 9-й армии в 1918 — начале 1919 года.
В это время он познакомился со своей будущей женой, Антониной Васильевной Муротандовой, дочерью подрядчика на Военно-Грузинской дороге. В сентябре 1918 года они вступили в брак. В результате наступления Добровольческой армии на Владикавказ в начале 1919 года многие формирования Рабоче-крестьянской Красной Армии были разбиты. Нагайбаков эвакуировал жену в Тифлис и вскоре после отступления его отряда в горы сам попал в этот город. Затем они перебрались к родственникам жены в Сухуми, где Нагайбаков до конца 1919 года работал бухгалтером. В январе 1920 года они отправились в Баку, по дороге в городе Поти были задержаны контрразведкой Грузинской демократической республики, которая потребовала, чтобы Нагайбаков, как бывший офицер, вступил в грузинскую армию. Тот дал подписку, что по прибытии в Баку вступит в армию мусаватистов (Азербайджанской демократической республики, союзника Грузии). В Баку был назначен офицером артиллерийской батареи, служил в армии АДР с января по 20 апреля 1920 года (покинув мусаватистскую армию, по его словам, за неделю до начала военных действий Красной Армии против АДР). В день захвата советскими войсками Баку (28 апреля 1920 года) Нагайбаков был назначен помощником командира по хоз/части Отдельной конно-горной батареи Азербайджанской Красной армии.
С 1 сентября 1920 года — командир взвода, со 2 декабря 1920 года — помощник командира батареи Ташкентской высшей военной школы усовершенствования командного состава в Ташкенте. Участвовал в подавлении басмачества в Средней Азии. С января 1921 года —— командир батареи 3-х Туркестанских артиллерийских командных курсов (г. Фергана). С апреля по август 1921 года — врид командира дивизиона 3-х Туркестанских артиллерийских командных курсов (г. Фергана). С августа 1921 года — Начальник 29-х Мусульманских пехотных командных курсов (г. Ташкент). С июля 1922 года в распоряжении Главного управления военных учебных заведений.
С августа 1922 года преподавал в 23-й Ташкентской пехотной школе имени В. И. Ленина.
В 1923 году был переведён в Азербайджанскую ССР. С января 1923 года — командир легкоартиллерийского дивизиона Азербайджанской дивизии. С февраля 1923 года — командир легкоартиллерийской батареи Азербайджанской дивизии. С мая 1924 года — начальник артиллерийской школы Азербайджанской дивизии. С ноября 1924 года — начальник полковой школы артиллерийского полка Азербайджанской дивизии. С мая по сентябрь 1925 года — врид командира артиллерийского полка Азербайджанской дивизии. С ноября 1925 года — начальник штаба артиллерийского полка Азербайджанской дивизии.
В августе 1926 года поступил в Военную академию РККА им. М. В. Фрунзе (Москва), которую окончил в июле 1929 года.
С июля 1929 года — начальник штаба 5-й отдельной артиллерийской бригады (г. Полоцк).
С мая 1931 года — начальник учебного отдела Томской артиллерийской школы. С 1 октября 1931 года — начальник штаба Томской артиллерийской школы.
Приказом НКО № 380 от 10 февраля 1935 года назначен Командиром 218-го стрелкового полка (г. Татарск).
Приказом НКО № 485 от 29 января 1937 года назначен Начальником штаба 85-й стрелковой дивизии (г. Челябинск).
Приказом НКО № 00506 от 2 ноября 1938 года уволен из РРКА по статье 43б.
14 ноября 1938 года был арестован по обвинению в принадлежности к антисоветской троцкистской организации (ст. 58, п. 2, 7, 8, 11). Обвиняемый Нагайбаков признал себя виновным 25 января 1939 года, на девятом допросе. Старший военный прокурор Уральского военного округа Бохановский 21 декабря 1939 года прекратил дело и направил документы в особый отдел для освобождения Нагайбакова из-под стражи.
В феврале 1940 года восстановлен в РККА. Приказом НКО № 0451 от 4 февраля 1940 года назначен преподавателем кафедры общей тактики Военной академии РККА им. М. В. Фрунзе. Приказом НКО № 04011 от 3 сентября 1940 года назначен помощником начальника по учебно-строевой части Казанского пехотного училища. Приказом НКО № 01020 от 14 апреля 1941 года назначен Заместителем начальника Казанского танкового училища.
С 1942 года член ВКП(б).
В мае 1942 года направлен в действующую армию в качестве заместителя командира 148-й танковой бригады. 13 июля 1942 года был ранен. В июле 1942 года назначен исполнять должность начальника штаба 2-го танкового корпуса.
Приказом НКО № 06333 от 5 октября 1942 года полковник И. А. Нагайбаков назначен начальником штаба 17-го танкового корпуса; на этой должности до конца войны. 3 января 1943 года за отличие в боях против немецко-фашистских захватчиков в районе Среднего Дона корпус получает звание гвардейского и становится 4-м гвардейским танковым корпусом, затем получает почётное наименование «Кантемировского». Корпус, начальником штаба которого был Нагайбаков, в составе Брянского, Воронежского, Юго-Западного и 1-го Украинского фронтов участвовал в контрнаступлении под Сталинградом, битве под Курском, в Житомирско-Бердичевской, Проскуровско-Черновицкой, Львовско-Сандомирской, Карпатско-Дуклинской, Висло-Одерской, Нижне-Силезской и Верхне-Силезской, Берлинской и Пражской операциях. За успешные боевые действия корпус награждён орденами Ленина и Красного Знамени. 2 августа 1944 года присвоено звание генерал-майор танковых войск (Постановление СНК СССР № 1024 от 02.08.1944).
В июне 1945 года корпус преобразован в 4-ю гвардейскую Кантемировскую дивизию и в сентябре 1945 года передислоцируется в Наро-Фоминск (Московская область). Гвардии генерал-майор танковых войск Нагайбаков остаётся начальником штаба Кантемировской дивизии до 17 апреля 1946 года.
Приказом МВС СССР № 032 от 17 апреля 1946 года назначен начальником штаба 1-й гвардейской танковой армии (с сентябре 1946 года — 1-я гвардейская механизированная армия) армии Группы советских оккупационных войск в Германии.
27 июня 1945 года присвоено звание генерал-лейтенант танковых войск (Постановление СНК СССР № 1511 от 27.06.1945).
Приказом МВС № 0247 от 9 февраля 1950 года назначен начальником Ораниенбаумской Высшей офицерской школы самоходной артиллерии им. Маршала Советского Союза Ф. И. Толбухина (г. Ломоносов Ленинградской области).
С 29 апреля 1954 года в распоряжении Главного управления кадров. Служил в качестве советского военного советника в Китае.
Приказом МО СССР № 05010 от 2 октября 1954 года уволен в отставку по ст. 60б (по болезни) с правом ношения военной формы одежды с особыми отличительными знаками на погонах.
Измаил Ахметович Нагайбаков умер 15 февраля 1959 года. Похоронен на Никитском кладбище города Курска Курской области.

## Воинские звания
РИА
- прапорщик (1915);
- подпоручик (1916);
- поручик

РККА
- полковник (Приказ НКО № 00716 от 24.01.1936);
- генерал-майор танковых войск (Постановление СНК СССР № 1024 от 02.08.1944);
- генерал-лейтенант танковых войск (Постановление СНК СССР № 1511 от 27.06.1945)

## Награды
Награды СССР
- Орден Ленина (21 февраля 1945);
- Четыре ордена Красного Знамени (23 апреля 1943[7], 3 ноября 1944[8], 14 апреля 1945[9], 15 ноября 1950[10]);
- Орден Суворова II степени (31 мая 1945)[11] — за умелое и мужественное руководство боевыми операциями и за достигнутые в результате этих операций успехи в боях с немецко-фашистскими захватчиками[12]
- Два ордена Кутузова II степени (3 июня 1944[13], 14 апреля 1945[14][15]);
- Орден Отечественной войны I степени (13 марта 1943)[16];
- Медаль «За победу над Германией в Великой Отечественной войне 1941—1945 гг.» (10 сентября 1945)[17];
- Медаль «За оборону Сталинграда»[10];
- Медаль «За освобождение Варшавы»;
- Медаль «За освобождение Праги»;
- Юбилейная медаль «XX лет Рабоче-Крестьянской Красной Армии» (1938);
- Юбилейная медаль «30 лет Советской Армии и Флота»;
- Юбилейная медаль «40 лет Вооружённых Сил СССР»

Награды Российской империи
- Георгиевский крест IV степени с лавровой ветвью № 832906, за бой 13 (26) июля 1917 года и 15 (28) июля 1917 года в районе деревни Швайковце и мест. Гусятин. Приказ Сводной кавалерийской дивизии № 158 от 17 (30) августа 1917 года.

Других государств
- Орден «Крест Грюнвальда» III степени (27 апреля 1946)[18];
- Медаль «За Варшаву 1939—1945» (27 апреля 1946)[18];
- Медаль «За Одру, Нису и Балтику» (27 апреля 1946)[18]